# Grand Prix Júnior de Patinação Artística no Gelo na Ucrânia
O Grand Prix Júnior de Patinação Artística no Gelo na Ucrânia (muitas vezes intitulado: Ukrainian Souvenir) é uma competição internacional de patinação artística no gelo de nível júnior. A competição é organizada pela União Internacional de Patinação (ISU), e disputada no outono, em alguns anos, como parte do Grand Prix Júnior de Patinação Artística no Gelo.

## Edições
| Ano        | Edição               | Cidade sede          | Júnior               | Júnior               | Júnior               | Júnior               | Ref                  |
| Ano        | Edição               | Cidade sede          | M                    | F                    | P                    | D                    | Ref                  |
| ---------- | -------------------- | -------------------- | -------------------- | -------------------- | -------------------- | -------------------- | -------------------- |
| 1997       | 1.ª                  | Dnipropetrovsk       | •                    | •                    | •                    | •                    | [ 1 ]                |
| 1998       | 2.ª                  | Kiev                 | •                    | •                    | •                    | •                    | [ 2 ]                |
| 1999       | Não houve competição | Não houve competição | Não houve competição | Não houve competição | Não houve competição | Não houve competição | Não houve competição |
| 2000       | 3.ª                  | Kiev                 | •                    | •                    | •                    | •                    | [ 3 ]                |
| 2001– 2003 | Não houve competição | Não houve competição | Não houve competição | Não houve competição | Não houve competição | Não houve competição | Não houve competição |
| 2004       | 4.ª                  | Kiev                 | •                    | •                    | •                    | •                    | [ 4 ]                |

## Lista de medalhistas

### Individual masculino
| Evento                         | Ouro                               | Prata                        | Bronze                      |
| Dnipropetrovsk 1997 (detalhes) | Timothy Goebel · Estados Unidos    | Vincent Restencourt · França | Yosuke Takeuchi · Japão     |
| Kiev 1998 (detalhes)           | Andriy Kyforenko · Ucrânia         | Alexei Vasilevski · Rússia   | Oleksandr Smokvin · Ucrânia |
| 1999                           | Não houve competição               | Não houve competição         | Não houve competição        |
| Kiev 2000 (detalhes)           | Parker Pennington · Estados Unidos | Sergei Dobrin · Rússia       | Jeffrey Buttle · Canadá     |
| 2001–2003                      | Não houve competição               | Não houve competição         | Não houve competição        |
| Kiev 2004 (detalhes)           | Yasuharu Nanri · Japão             | Dennis Phan · Estados Unidos | Nobunari Oda · Japão        |

### Individual feminino
| Evento                         | Ouro                          | Prata                        | Bronze                     |
| Dnipropetrovsk 1997 (detalhes) | Viktoria Volchkova · Rússia   | Chisato Shiina · Japão       | Kumiko Taneda · Japão      |
| Kiev 1998 (detalhes)           | Viktoria Volchkova · Rússia   | Galina Maniachenko · Ucrânia | Anna Neshcheret · Ucrânia  |
| 1999                           | Não houve competição          | Não houve competição         | Não houve competição       |
| Kiev 2000 (detalhes)           | Svetlana Chernyshova · Rússia | Svitlana Pylypenko · Ucrânia | Susanna Pöykiö · Finlândia |
| 2001–2003                      | Não houve competição          | Não houve competição         | Não houve competição       |
| Kiev 2004 (detalhes)           | Mao Asada · Japão             | Veronika Kropotina · Rússia  | Aki Sawada · Japão         |

### Duplas
| Evento                         | Ouro                                           | Prata                                                | Bronze                                           |
| Dnipropetrovsk 1997 (detalhes) | Julia Obertas · Dmytro Palamarchuk · Ucrânia   | Tiffany Stiegler · Johnnie Stiegler · Estados Unidos | Viktoria Shliakhova · Grigori Petrovski · Rússia |
| Kiev 1998 (detalhes)           | Julia Obertas · Dmytro Palamarchuk · Ucrânia   | Elena Bogospasaeva · Oleg Ponomarenko · Rússia       | Aliona Savchenko · Stanislav Morozov · Ucrânia   |
| 1999                           | Não houve competição                           | Não houve competição                                 | Não houve competição                             |
| Kiev 2000 (detalhes)           | Christen Dean · Joshua Murphy · Estados Unidos | Debora Blinder · Jeremy Allen · Estados Unidos       | Carla Montgomery · Jarvis Hetu · Canadá          |
| 2001–2003                      | Não houve competição                           | Não houve competição                                 | Não houve competição                             |
| Kiev 2004 (detalhes)           | Arina Ushakova · Alexander Popov · Rússia      | Katelyn Uhlig · Colin Loomis · Estados Unidos        | Julia Vlassov · Drew Meekins · Estados Unidos    |

### Dança no gelo
| Evento                         | Ouro                                             | Prata                                             | Bronze                                    |
| Dnipropetrovsk 1997 (detalhes) | Jessica Joseph · Charles Butler · Estados Unidos | Natalia Romaniuta · Daniil Barantsev · Rússia     | Krystyna Kobaladze · Oleg Voyko · Ucrânia |
| Kiev 1998 (detalhes)           | Krystyna Kobaladze · Oleg Voyko · Ucrânia        | Julia Golovina · Denis Egorov · Rússia            | Olga Kudym · Anton Tereshenko · Ucrânia   |
| 1999                           | Não houve competição                             | Não houve competição                              | Não houve competição                      |
| Kiev 2000 (detalhes)           | Alla Beknazarova · Yuri Kocherzhenko · Ucrânia   | Viktoria Polzykina · Alexander Shakalov · Ucrânia | Oksana Domnina · Maxim Bolotin · Rússia   |
| 2001–2003                      | Não houve competição                             | Não houve competição                              | Não houve competição                      |
| Kiev 2004 (detalhes)           | Anastasia Platonova · Andrei Maximishin · Rússia | Petra Pachlová · Petr Knoth · República Tcheca    | Allie McCurdy · Michael Coreno · Canadá   |